# Криц, Леонид
Леонид Криц (нем. Leonid Kritz; род. 26 февраля 1984, Москва) — немецкий шахматист, гроссмейстер (2003).
С шахматами познакомился в четырёхлетнем возрасте. В 1996 году переезжает с семьёй в Германию. В 1999 году побеждает на чемпионате мира в возрастной категории до 16 лет.
В составе сборной Германии участник 36-й Олимпиады (2004) и 2-х командных чемпионатов Европы (2005—2007).
С 2012 года женат на российской шахматистке Надежде Косинцевой.

## Таблица результатов
| Год  | Город    | Турнир                          | + | − | = | Результат | Место |
| ---- | -------- | ------------------------------- | - | - | - | --------- | ----- |
| 2004 | Кальвия  | 36-я Олимпиада                  | 3 | 1 | 5 | 5½ из 9   |       |
| 2005 | Гётеборг | 15-й командный чемпионат Европы | 1 | 2 | 1 | 1½ из 4   |       |
| 2007 | Ираклион | 16-й командный чемпионат Европы | 2 | 3 | 1 | 2½ из 6   |       |

## Изменения рейтинга
| Графики недоступны из-за технических проблем. См. информацию на Фабрикаторе и на mediawiki.org. |